# Ružna ljepotica
Ružna ljepotica (La Fea Mas Bella) je meksička telenovela koja je s emitiranjem na meksičkom programu El Canal de las Estrellas krenula 23. siječnja 2006. godine. Telenovela je nastala u produkciji Rosy Ocampo, a glavne uloge tumačili su Angelica Vale i Jaime Camil. Telenovela je obrada kolumbijske telenovele Yo soy Betty, la fea.

## Sinopsis
Lety je mlada, draga, simpatična, inteligentna djevojka, no u potpunosti neprivlačna. Njeni roditelji, Erasmo i Julieta, borili su se kako bi pružili Lety najbolje školovanje i diplomirala je ekonomiju kao najbolja u generaciji i magistrirala je u financijama. Njen najbolji prijatelj je Tomas, koji s njom dijeli njene suze i veselje. Tomas je pametan i neprivlačan kao i Lety. Lety ne vidi svoju ružnoću kao prepreku i uzdignute glave kreće prema uredima tvrtki u potrazi za poslom, ali nažalost otkriva kako njene vještine i znanje nisu dovoljni za posao koji traži, već svi traže i bolji, oku ugodniji izgled. Kako god, posao je posao i ona prihvaća onaj tajnice u tvrtki Conceptos, u najpoznatijoj producentskoj kući u državi, koju su osnovali don Humberto Mendiola i Julian Villarroel. Sada kada se don Humberto povlači u mirovinu, njegov sin Fernando i Ariel Villarroel, sin njegovog partnera, se natječu za posao direktora tvrtke.
Fernando pobijedi s jednim glasom, kojeg mu daje Marcia, većinska dioničarka i njegova djevojka. Arogantni Ariel samo čeka da Fernando zakaže na poslu kako bi preuzeo njegovo mjesto. Letyina rivalka za mjesto tajnice u tvrtki je lijepa Alicia Ferreira, površna i privlačna žena bez znanja i iskustva. Ona je Marcijina bliska prijateljica, a Marcia želi da Alicia pripazi na Fernanda koji je pravi ženskaroš. Fernando odabire Lety za posao osobne tajnice, koja je usprkos svom izgledu i najbolja kandidatkinja. Marcia uzme Letyinu neprivlačnost kao izliku kako bi Alicia isto dobila posao. Na kraju obje ostaju zaposlene u tvrtki; Alicia kao recepcionerka i dobiva tri puta veću plaću od Lety, koja dobije mali prostor u Fernandovom ormaru u uredu i brine se za Fernandov raspored. Lety, dirnuta što je Fernando stao na njenu stranu, postaje njegova prijateljica, što pretvori Marciju i Aliciju u njene zaklete neprijateljice. No Letyini problemi u Conceptosu tek počinju: kompanija zapadne u financijske probleme. Ubrzo se Lety zaljubljuje u Fernanda, ali se čudi kako se tako lijep muškarac može zaljubiti u nju? Kako god, Letyina inteligencija i teški rad donijet će pozitivne rezultate u poslovnom krugu.

## Zanimljivosti
- Na audiciju za ulogu Lety pristupile su Ingrid Martz i Andrea Garcia, no odbile su ulogu kad im je rečeno da će morati drastično promijeniti svoj izgled.
- Na audiciju za ulogu Fernanda pristupili su Rene Strickler, Eduardo Santamarina i Sebastian Rulli, a ulogu je kasnije dobio Jaime Camil.
- Originalni naslov telenovele ispočetka je bio Dulce Amor (Slatka ljubav).
- U stvarnom životu Angelica Maria (Julieta) prava je majka Angelice Vale (Lety).
- Serija se ispočetka emitirala u terminu 16:00, no zbog velike gledanosti premještena je u termin 20:00 gdje je ostvarivala gledanost i do 40%.
- Posljednju epizodu gledalo je 44% gledatelja.
- Sergio Mayer je za ulogu stilista Luigija Lombardija dobio nagradu "Enrique Castillo Padilla".
- Glumica Angelica Vale gostovala je u posljednjoj epizodi prve sezone američke verzije serije Ružna Betty (Ugly Betty) gdje je tumačila zubnu tehničarku.
- Jaime Camil i Angelica Vale otpjevali su zajedno pjesmu "Tu Belleza es un Misterio" (Tvoja ljepota je misterij) koja se često mogla čuti u telenoveli.

## Glumačka postava

### Lety, njena obitelj i prijatelji
- Leticia Padilla Solís (Angelica Vale) - Vrlo inteligentna i očaravajuća, ali neprivlačna djevojka. Glavni je lik serije. Njezini su je roditelji školovali kako bi sama mogla zarađivati. Na početku telenovele je siromašna, no sve se mijenja dobivanjem posla u Conceptosu. Zaljubljena je u svog šefa Fernanda. Članica je "Kluba ružnih žena". Alicia i Marcia ju preziru. Pred kraj serije doživi potpunu preobrazbu i uda se za Fernanda.

- Tomás Mora (Luis Manuel Avila) - Najbolji i jedini Letyin prijatelj. Pošto on i Lety dijele istu neprivlačnost uvijek su se ponašali kao brat i sestra. Alicia Ferreira postaje Tomasova platonska ljubav nakon što ugleda njenu sliku u časopisu. Vlasnik je Filmo Imagen tvrtke koju su on i Lety osnovali za Conceptos.

- Erasmo Padilla (José José) - Letyin otac. Vrlo je strog i gleda na svoju kćer kao na djevojčicu koja se ne zna brinuti za sebe.

- Julieta Solis (Angélica María) - Letyina majka. Odlična kuharica i prava majka.

- Carolina Angeles (Nora Salinas) - Bivša javna promotorica za Conceptos. Jedna od Letyinih prijateljica koja joj pomaže u riješavanju ljubavnih problema. Na kraju serije završi s Omarom.

- Aldo Domenzaín (Juan Soler) - Šarmantni kuhar i ribar koji se zaljubljuje u Lety.

### Osoblje Conceptosa
- Fernando Mendiola (Jaime Camil) - Sin Humberta i Teresite Mendiola, predsjednik Conceptosa. Ženskaroš je i usprkos tome što je zaručen za Marciju voli flertovati s ostalim ženama iz tvrtke.

- Marcia Villarroel (Elizabeth Álvarez) - Fernandova zaručnica. Zna za Fernandovu reputaciju Casanove, te ga zbog toga često drži na oku. Iako ne podnosi Lety na početku telenovele, kasnije je prihvati kao prijateljicu.

- Alicia Ferreira (Patricia Navidad) - Recepcionerka u Conceptosu i Marcijina najbolja prijateljica. Iako je prelijepa ne posjeduje preveliku inteligenciju. Najomiljenija poštapalica joj je "Studirala sam šest semestara na prestižnom sveučilištu".

- Omar Carvajal (Agustín Arana) - Najbolji Fernandov prijatelj. Potpredsjednik Conceptosa. Kloni se feministica.

- Ariel Villarroel (Raúl Magaña) - Marcijin brat Ariel je sebičan i egoističan muškarac koji brine samo za sebe i novac.

- Luigi Lombardi (Sergio Mayer) - Homoseksualni modni stilist Conceptosa. Opsjednut je ljepotom i glamurom. Upravo zbog toga ne podnosi Lety. Prezire ružne ljude.

- Simón José (Simon Joseph) Contreras (Julio Mannino) - Zaljubljen je u Paulu Mariju. Radi kao dostavljač u tvrtki.

- Humberto Mendiola (Carlos Bracho) - Osnivač i predsjednik Conceptosa, Fernandov otac.

- Teresita de Mendiola (Julissa) - Fernandova majka koja voli obitelj imati na okupu. Ispočetka ne podnosi Lety no kasnije ju prihvati kao Fernandovu ženu.

- Celso Durán (Erick Guecha) - Vratar u Conceptosu. Skroman je i iskren.

### Ostale uloge
- Raquel Garza kao Sara Patiño,
- Maribel Fernandez kao Martha la Hurtado de Muñoz,
- Luz Maria Aguilar kao Irma Ramirez,
- Rosita Pelayo kao Lola Guerrero de Rodriguez,
- Gloria Izaguirre kao Juana Valdez,
- Niurka Marcos kao Paula Maria Conde,
- Carlos Benavides kao Efren Rodriguez,
- Aleida Nuñez kao Yazmin Garcia,
- José Luis Cordero kao Paco "Gordolobo" Muñoz,
- Adriana Ahumada kao Adriana Rodriguez Guerrero,
- Alex Correa kao Cuco Rodriguez,
- Miguel Jimenez kao Jimmy Conde,
- Fernanda Jimenez kao Clarita Muñoz de Hurtado,
- Joana Benedek kao Cristina,
- Alfonso Iturralde kao Jacques "Jacks" Reinard,
- Patricia Manterola kao Patricia Manterola,
- Patricia Reyes Spindola kao Tomasa Gutierrez de Mora,
- Mariana Seoane kao Carla,
- Laisha Wilkins kao Carmina Muñiz,
- Jacqueline Bracamontes kao Magaly,
- Jorge Salinas kao Rolando "Rully", Luigijev dečko,
- Manuel Landeta kao Esteban,
- Silvia Mariscal kao Luigijeva majka,
- Manuel Ojeda kao Luis,
- Eugenio Derbez kao Eugenio Derbez,
- Mayrin Villanueva kao Jacqueline Palacios,
- Ricardo Montaner kao Ricardo Montaner,
- Tiziano Ferro kao Tiziano Ferro,
- Gerardo Murguia kao Ricardo Montaner.

## Vanjske poveznice
- Službena stranica